# ドリトル先生物語全集
『ドリトル先生物語全集』（ドリトルせんせいものがたりぜんしゅう）は、アメリカ合衆国（米国）で活動したイギリス出身の小説家、ヒュー・ロフティング（1886年 - 1947年）の児童文学作品『ドリトル先生』（Doctor Dolittle）シリーズ全12巻を日本の小説家、井伏鱒二（1898年 - 1993年）が日本語に訳した全集。1961年から1962年にかけて岩波書店より出版され、現在も版が重ねられている。
本項では前史として岩波書店が刊行する以前の井伏訳と、岩波少年文庫版『ドリトル先生』についても記述する。1951年に文庫版の刊行を開始して以来、全集・文庫版を合わせたシリーズ全巻の総発行部数は約510万部（2010年現在）。

## 沿革
『ドリトル先生』自体の日本における紹介は大槻憲二（1891年 - 1977年）が博文館の雑誌『少年世界』1925年（大正14年）1月号から12月号まで、小笠原寛三の挿絵により第2巻"The Voyages of Doctor Dolittle"を『ドーリットル博士の航海』の表題で訳したものが最初であるが、この連載は単行本化されなかったこともあり井伏訳に比べると知名度は高くない。

### 前史
児童文学作家・石井桃子（1907年 - 2008年）の述懐によれば、故郷の浦和から荻窪へ転居した石井が近所に住んでいた井伏鱒二にシリーズ第1巻"The Story of Doctor Dolittle"を薦め、井伏は「いい話ですね、いい話ですね」と瞬きしながら石井が語るあらすじに感心していたという。この頃、石井は東京市四谷区（現在の東京都新宿区）信濃町にある衆議院議員・犬養健の邸宅に犬養道子の家庭教師として出入りしていたが、1938年（昭和13年）に道子の母・仲子の薦めで健の父・犬養毅（元内閣総理大臣）の書庫を提供され、この書庫を改造して友人2名と共同で児童書専門の図書館・白林少年館を設立した。

#### 白林少年館版「アフリカ行き」
社会情勢が次第に軍国主義へ傾斜し、児童書の分野においてもその流れは例外ではなかったことから息苦しさを感じた石井は「本当に子供が読みたいもの」を刊行する信条に基づき1940年（昭和15年）に白林少年館出版部を設立し、その刊行ラインナップの一点として"The Story of Doctor Dolittle"が選ばれた。
翻訳に当たっては石井が原文の下訳を行い、井伏がその下訳を「自分の好みのままの文章」に改めたとしている。井伏は文藝春秋の雑誌『文學界』1940年12月号でエッセイ「童話 ドリトル先生物語」として冒頭部分の翻訳と原作者のロフティングがイギリス陸軍・アイリッシュガーズ連隊の志願兵として西部戦線に従軍した際、戦地から2人の子供に宛てて挿絵付きで書き送った物語が原型になっていることを紹介すると共に、主人公の姓"Dolittle"は本来の英語に即した発音では「ドゥーリトル」であるが「日本の子供には舌先きに馴染みがないだらう」と考え「ドリトル」という表記を用いることにした旨を述べている。こうして訳された『ドリトル先生「アフリカ行き」』は白林少年館出版部から1941年に刊行されたが、軍国主義化を強める一方であった社会情勢の煽りを受けて白林少年館が閉鎖されたことに伴い、出版部も活動停止となってしまう。しかしながら、出版業界では『アフリカ行き』に対して一定の反響が見られたようであり、同年12月にはフタバ書院成光館が新装版を刊行している。

#### 「船の旅」雑誌連載
『アフリカ行き』刊行に前後して井伏は第2巻"The Voyages of Doctor Dolittle"の翻訳に着手し、この訳は講談社の雑誌『少年倶楽部』1941年1月号から『ドリトル先生船の旅』の表題により河目悌二の挿絵で連載された。「鬼畜米英」をスローガンとしていた当時の日本の世情に憚ってか、この連載では（イギリス出身で米国へ移住した）ロフティングが原作者としてクレジットされていない。この連載の途中で井伏は陸軍に徴用されてマレー半島に赴き、本書の翻訳は一時中断したが連載は井伏名義のまま代理の翻訳者が実作業を行って継続され、1942年（昭和17年）12月号掲載の第24回で完結した。終戦後にマレーから帰国した井伏は雑誌連載時に代理の翻訳者が担当した後半部分も自身で翻訳し直して表題を『ドリトル先生航海記』と改め、1952年（昭和27年）に講談社が刊行した世界名作全集のラインナップに加えられた。

### 岩波少年文庫での復刊
戦時中、宮城県へ疎開していた石井は1947年（昭和22年）に東京へ戻って岩波書店の嘱託社員となり1950年（昭和25年）、吉野源三郎らと共に岩波少年文庫（第1期、全100点121冊）を創刊した。戦前に白林少年館とフタバ書院成光館から刊行されていた『アフリカ行き』は1947年に光文社より復刊されていたが、石井は是非とも同作を岩波少年文庫から刊行したいと考えて再度、井伏に訳文の推敲を要請する。こうして、1951年（昭和26年）に新字体・現代仮名遣いへ訳を全面的に改めると共に、日本語版としては初めて原作者のロフティングが描いた挿絵を使用した『ドリトル先生アフリカゆき』が刊行された。この後も井伏の手でシリーズ各巻の翻訳が続けられ、岩波少年文庫での刊行順に第4巻『ドリトル先生のサーカス』、第3巻『ドリトル先生の郵便局』、第6巻『ドリトル先生のキャラバン』、第8巻『ドリトル先生月へゆく』が翻訳され、当初は講談社より刊行されていた第2巻『航海記』も1960年（昭和35年）に岩波少年文庫へ編入された。

### 全集版の刊行
岩波少年文庫では井伏側の執筆事情などから上記のような飛び飛びの翻訳が行われて来たが、各巻のあとがきで未翻訳の巻が存在することを知った読者からは「全巻を日本語で読みたい」と言う要望が編集部に数多く寄せられ、またこの時期が岩波少年文庫の第2期ラインナップ（全72冊）の完結に伴いハードカバー重視の路線へシフトする時期と重なったことから、初訳の7巻分を含めた全巻の日本語訳が愛蔵版『ドリトル先生物語全集』全12巻として刊行されることになり、1962年（昭和37年）7月に全巻の日本語訳が完成した。
この全集における井伏の訳は児童文学作品であることを考慮し、全編にわたって読みやすい口語の文体を採用しており、阿川弘之が岩波書店の雑誌『図書』1961年10月号において「井伏訳の見事さ -ドリトル先生物語について-」と題するエッセイで本訳を絶賛しているのを始め、名訳として評価が高い。
なお、井伏の述懐によれば第9巻『月から帰る』は東北地方を旅行中に翻訳していたが、仙台行きの列車内で原稿70枚分が（恐らく、札束の入った封筒と誤認されて）盗難に遭い警察へ被害届を出すと共に『週刊新潮』の「告知版」欄で犯人に返還を呼びかけたものの見つからずじまいとなり、一から翻訳し直すことになったとのことである。

### 1978年の改版
1974年（昭和49年）より岩波少年文庫は第一次オイルショックの影響でカバーを廃止した軽装版として第3期（全68冊）の刊行を開始するが、この際に従来は全集として刊行されていた『ドリトル先生』全12巻（文庫版の第10巻『秘密の湖』は上下2分冊）も全巻が収録されることになり、1978年（昭和53年）から1979年（昭和54年）にかけて全集と文庫の既刊分6点の改版、従来は全集のみで刊行されていた6点7冊の文庫化が実施された。この際の改版より、全集・文庫版とも『アフリカゆき』の巻末において石井の手になるシリーズ全般の解説と、全集の旧版で折り込みとして添付されていた月報「ドリトル先生物語全集だより」を再編集した主要キャラクターと各巻の紹介が掲載されている。

### 2000年の文庫改版
岩波少年文庫は1985年（昭和60年）に刊行を開始した第4期（全51冊）を経て2000年（平成12年）の創刊50周年を機に現行の第5期刊行を開始し、この際に『ドリトル先生』も再度の改版を実施した。これに伴い第2巻『航海記』以降の各巻にも第三者の解説が追加され、現在では不適切とされる用語の大幅な修正などが実施されている。なお、文庫の改版に際しても全集版は後者のみ対応し、文庫版に追加された解説は1978年改版のものを除いて2000年以降の重版には掲載されていない。

#### 黒人差別をなくす会の回収要求
『ドリトル先生』の原作は1970年代に米国で現在の人権感覚において人種差別的な描写が頻発するとして批判の対象となり、絶版の時期を経て1988年から1997年にかけて問題とされた箇所の削除・修正を行ったうえで復刊されたが、日本では2001年（平成13年）に黒人差別をなくす会が岩波書店に対して本全集の第1巻『アフリカゆき』と第10巻『秘密の湖』を特に問題視して岩波書店に回収を要求した。この内『アフリカゆき』で問題とされた描写についてはドリトル先生アフリカゆき#作中の表現についてを参照。
『秘密の湖』に関しては、井伏訳では地名のニジェール川（Niger river）を「ニガー川」としていたが"Niger"の英語での発音は「ナイジャー」であるのに対し、黒人に対する蔑称とされる「ニガー」の綴りは"nigger"であり、どちらの単語もラテン語で「黒」を意味する"niger"（ニゲル）が語源ではあるものの、明らかな誤訳である。この点に関し、岩波書店は回収措置こそ取らなかったが編集部は当該個所の誤訳については認め、2002年（平成14年）以降の重版では「ニジェール川」に修正した。この修正を受けた重版より全集・文庫とも各巻の巻末に2002年1月付の「読者のみなさまへ」と題する編集部の考え方を解説する一文が追加されている。この問題は、2002年2月5日放送のTBSラジオ「BATTLE TALK RADIO アクセス」でも取り上げられた。

### 2008年以降
日本においては本全集の完結後、第1巻『アフリカゆき』、第2巻『航海記』、第5巻『動物園』については井伏鱒二の他に飯島淳秀、新庄哲夫、虎岩正純、前田美恵子、神鳥統夫などの訳が偕成社やポプラ社など岩波書店以外の出版社からも刊行されたが、最終巻『楽しい家』までのシリーズ完訳は2000年代まで岩波書店刊の井伏訳が唯一であった。
2008年（平成20年）5月末に原作者であるロフティングの日本における著作権の保護期間が戦時加算を含めて満了したことを受け、岩波書店以外の出版社からも相次いで『アフリカゆき』『航海記』の新訳が刊行されているが、全12巻の刊行を予定しているのは河合祥一郎訳の角川つばさ文庫版（編集・発行はアスキー・メディアワークス）のみとなっている。
2010年（平成22年）7月から9月にかけて、さいたま文学館で「ドリトル先生とゆかいな家族 〜翻訳者・井伏鱒二〜」と題するテーマ展が開催された。

## 各巻
原書の刊行年は米国のF・A・ストークス（1 - 9巻）、J・B・リッピンコット（10 - 12巻）のもの。岩波少年文庫版は全12巻（『秘密の湖』は上下巻のため13冊）のセット販売も行っている。解説は第1巻『アフリカゆき』に関しては全集・文庫（共に1978年の改版以降）に共通で、2巻以降は岩波少年文庫の2000年改版のみに掲載されている。
第1巻 ドリトル先生アフリカゆき
The Story of Doctor Dolittle（1920年）
- 全集 1961年9月18日初版、1978年改版 ISBN 978-4-00-115001-8
- 文庫 1951年6月25日初版、1978年・2000年改版 ISBN 978-4-00-114021-7

訳者あとがき（井伏鱒二）
解説：石井桃子『「ドリトル先生物語」について』
第2巻 ドリトル先生航海記
The Voyages of Doctor Dolittle（1922年）
- 全集 1961年10月16日初版、1978年改版 ISBN 978-4-00-115002-5

岩波世界児童文学全集・第3巻（2003年5月22日初版）にも収録。 ISBN 4-00-115703-9
- 文庫 1960年9月20日初版、1978年・2000年改版 ISBN 978-4-00-114022-4

解説：舟崎克彦『英国づくし』
第3巻 ドリトル先生の郵便局
Doctor Dolittle's Post Office（1923年）
- 全集 1962年1月13日初版、1978年改版 ISBN 978-4-00-115003-2
- 文庫 1952年6月15日初版、1978年・2000年改版 ISBN 978-4-00-114023-1

解説：大岡玲『ドリトル先生に教わったこと』
第4巻 ドリトル先生のサーカス
Doctor Dolittle's Circus（1924年）
- 全集 1962年2月13日初版、1978年改版 ISBN 978-4-00-115004-9
- 文庫 1952年1月15日初版、1978年・2000年改版 ISBN 978-4-00-114024-8

解説：堤秀世『ドリトル先生の指輪』
第5巻 ドリトル先生の動物園
Doctor Dolittle's Zoo（1925年）
- 全集 1961年11月13日初版、1978年改版 ISBN 978-4-00-115005-6
- 文庫 1979年2月28日初版、2000年改版 ISBN 978-4-00-114025-5

解説：畑正憲『ドリトル先生は永遠の恋人』
第6巻 ドリトル先生のキャラバン
Doctor Dolittle's Caravan（1926年）
- 全集 1962年3月13日初版、1978年改版 ISBN 978-4-00-115006-3
- 文庫 1953年6月15日初版、1979年・2000年改版 ISBN 978-4-00-114026-2

解説：伊藤比呂美『ピピネラへのあこがれ』
第7巻 ドリトル先生と月からの使い
Doctor Dolittle's Garden（1927年）
- 全集 1962年4月13日初版、1978年改版 ISBN 978-4-00-115007-0
- 文庫 1979年9月19日初版、2000年改版 ISBN 978-4-00-114027-9

解説：かこさとし『引力・魔力・四つの魅力』
第8巻 ドリトル先生月へゆく
Doctor Dolittle in the Moon（1929年）
- 全集 1962年5月14日初版、1978年改版 ISBN 978-4-00-115008-7
- 文庫 1955年12月15日初版、1979年・2000年改版 ISBN 978-4-00-114028-6

解説：長谷川眞理子『博物学のおもしろさ』
第9巻 ドリトル先生月から帰る
Doctor Dolittle's Return（1933年）
- 全集 1962年6月13日初版、1978年改版 ISBN 978-4-00-115009-4
- 文庫 1979年9月19日初版、2000年改版 ISBN 978-4-00-114029-3

解説：大平健『ドリトル先生は「立派な紳士」』
第10巻 ドリトル先生と秘密の湖
Doctor Dolittle and the Secret Lake（1948年）
- 全集 1961年9月18日初版、1978年改版 ISBN 978-4-00-115010-0
- 文庫 1979年10月17日初版、2000年改版
  - 上巻 ISBN 978-4-00-114030-9
  - 下巻 ISBN 978-4-00-114031-6

解説：新井満『ロフティングの出生証明書』
第11巻 ドリトル先生と緑のカナリア
Doctor Dolittle and the Green Canary（1950年）
- 全集 1961年12月13日初版、1978年改版 ISBN 978-4-00-115011-7
- 文庫 1979年10月23日初版、2000年改版 ISBN 978-4-00-114032-3

解説：神沢利子『動物と心を通わせたい』
第12巻 ドリトル先生の楽しい家
Doctor Dolittle's Puddleby Adventures（1952年）
- 全集 1962年7月13日初版、1978年改版 ISBN 978-4-00-115012-4
- 文庫 1979年10月23日初版、2000年改版 ISBN 978-4-00-114033-0

解説：角野栄子『へんしーん!』

### 岩波書店以外から刊行された井伏訳
以下に岩波書店以外の出版社から刊行された井伏訳を参考として挙げる。
ドリトル先生アフリカゆき
- ドリトル先生「アフリカ行き」

画：村上巌（白林少年館出版部） 1941年1月24日初版
- ドリトル先生アフリカ行

画：黒崎義介（フタバ書院成光館） 1941年12月15日初版
- ドリトル先生アフリカ行き

画：河目悌二（光文社） 1946年4月15日初版
ドリトル先生航海記
- 世界名作全集24 ドリトル先生航海記

画：河目悌二（大日本雄弁会講談社） 1952年2月10日初版
- 少年少女世界文学全集16〈アメリカ編6〉ドリトル先生航海記・他

画：宮田武彦（講談社） 1962年2月20日初版
- ドリトル先生航海記（講談社文庫AA）

画：宮田武彦（講談社） 1979年1月初版

## 特徴的な訳
本全集の翻訳作業は1940年代から1960年代前半に行われたものであり、欧米では一般的だが日本では馴染みの薄い料理や食材の名称を中心に、現代においては馴染まない訳語を使っていることも多い。以下に特徴的な訳を挙げる。
- オシツオサレツ

原文は"Pushmi-pullyu"（"push me, pull you"のもじり）。ドリトル先生が『アフリカゆき』第10章でアフリカの猿たちを苦しめていた伝染病を終息させたお礼に寄贈された、想像上の動物である2つ頭の有蹄類。白林少年館版『アフリカ行き』では「プシュミプリュー」と音訳されているが、石井桃子の証言によれば井伏は「おしくらまんじゅう」に着想を得て「オシツオサレツ」という和名を考え出し、岩波少年文庫版『アフリカゆき』で全面的に訳を改めた際よりこの名前となった。現在では、井伏訳を代表する妙訳に挙げられている。
- オランダボウフウ

原文は"parsnip"。パースニップは豚のガブガブが好物とする白っぽいニンジン状の野菜で、欧米ではポピュラーだが日本では余り知られていない。和名は「サトウニンジン」「アメリカボウフウ」など。南條竹則は「オランダセリ」の和名を持つパセリとの混同（英和辞典では"parsley"の次に"parsnip"が来ることが多い）か、井伏が「アメリカボウフウ」の音韻の悪さを嫌って「アメリカ」を「オランダ」に改変したのではないとかの説を提示しているが、1936年（昭和11年）に刊行された研究社『新英和大事典』では"parsnip"の項に「《植》おらんだばうふう、あめりかばうふう」と記載されており、1941年に白林少年館版『アフリカ行き』が出版される以前から「オランダボウフウ」の和名は存在していたと見られる。
- 韋駄天のスキマー

原文は"Speedy-the-Skimmer"。『郵便局』や『楽しい家』に登場する世界最速のツバメ。"Jack-the-Ripper"が「切り裂きジャック」であるのと同様、本来は「Speedy」がこのツバメの名前で「Skimmer」は二つ名と見られるが井伏訳では「Speedy」を「韋駄天」と意訳して、もっぱら"Skimmer"（「水面すれすれに飛ぶ」の意）の方を固有名として扱っている。同じくツバメの"Quip-the-Carrier"は「飛脚のクイップ」。
- 松露

原文は"truffle"。現在で言うトリュフ（和名・セイヨウショウロ）のこと。日本の松露（ショウロ）とは品種が異なりショウロは担子菌門、トリュフ（セイヨウショウロ）は子嚢菌門にそれぞれ属する。
- アブラミのお菓子

原文は"a large suet-pudding"。『アフリカゆき』第4章で猫肉屋（マシュー・マグ）が航海に出発する先生に渡した手土産。スエット・プディング（Suet pudding）は、スエット（牛脂）を用いて作ったプディングのこと。
- ズングリムックリ・デッカク

原文は"Humpty-Dumpty"。『サーカス』第1部4章でドリトル先生がサーカス団への帯同を申し出た際に団長のブロッサムが咄嗟に、先生の肥満体をマザー・グースの一曲で知られるハンプティ・ダンプティになぞらえて観衆に紹介したもの。『サーカス』の初訳（1952年）当時はルイス・キャロル『鏡の国のアリス』も日本では現在ほど広く知られておらず「ズングリムックリ・デッカク」の部分に注釈で「マザー・グースに登場するハンプティ・ダンプティのこと」と解説されている。
- パドルビーのだんまり芝居

原文は"The Puddleby Pantomime"。『サーカス』第5部でドリトル家の動物やサーカス団の犬たちが自主的に練り上げた演目。翻訳当時はパントマイムという演劇のジャンルが余り知られていなかったので、歌舞伎のだんまりにちなんで「だんまり芝居」と訳されている。劇の登場人物はハリキン（アルレッキーノ）、コロンバイン（コロンビーナ）、パンタルーン（パンタローネ）、ピエロ（ペドロリーノ）などイタリア発祥の即興劇、コンメディア・デッラルテ（Commedia dell'arte）が基になっている。
- ウィンドルミアのあん入りまんじゅう

原文は"Wendlemere bun"。『キャラバン』第1部10章で、ウィンドルミアの町の名物として挙げられている。"bun"はマザー・グースの一曲としても知られるホットクロスバン（Hot cross bun）などに見られる、ドライフルーツを入れて砂糖をまぶした菓子パンの総称。イギリスにあんが入ったいかにも日本的な饅頭が存在する訳ではない。なお、ウィンドルミアは架空の地名だが『緑のカナリア』ではリヴァプールにほど近いと述べられており、イングランド北西部・湖水地方のウィンダミア（Windermere）がモデルか。あん入りまんじゅうと共に近隣の町の名物として名前を挙げられているメルトン・モーブレイのパイ（Melton Mowbray pies）とバンベリのケーキ（Banbury cakes）はどちらも実在する町の実在の名物である。
- 通貨単位

イギリスの貨幣制度は作品の時代設定である19世紀も1962年に本全集が刊行された当時も1ポンド＝20シリング＝240ペンス（単数形は1ペニー）、また1ギニー＝21シリングとする変則的な換算方法が用いられていたが、1971年に中間補助通貨のシリングを廃止して1ポンド＝100ペンスとする十進法を採用した補助単位の改正が行われた。また『航海記』第3部ではスペイン領のカパ・ブランカ島で3000ペセタを賭ける場面があるが、スペインの通貨は1998年を以てペセタからユーロへ移行している。

## その他
「全集」と銘打っているが、米英で『月へゆく』と『月から帰る』の合間に当たる1932年に刊行された番外編『ガブガブの本』は収録されていない。同書は光吉夏弥が1957年に『たべものどろぼうと名たんてい』の表題で光文社より一部エピソードの抄訳を刊行した後、南條竹則が2002年に国書刊行会より完訳版を刊行した。
各巻の装丁はイギリスのジョナサン・ケープ版を基に江森瑛子が手掛けており、この装丁は岩波少年文庫版でも1978年の改版より若干の修正を加えて使用されている。但し、ケープ版の表紙画は各巻のカラー口絵として使用しており（文庫版では1978年の改版以降、カラー口絵は削除）、岩波版における各巻の表紙画は『アフリカゆき』を除いて本編中の挿絵を転用したものになっている。『アフリカゆき』の表紙に使用されているドリトル先生の一行がアフリカ大陸へ上陸した場面のシルエット画は、ケープ版で折り返し部分に使用されているイラストの左側をトリミングしたものである。また、表紙に使用されている本編中の挿絵は1985年に岩波少年文庫が第4期の刊行を開始した際のカバー復活と多色刷り化に合わせて『航海記』『月へゆく』『秘密の湖』上・下巻の4冊につき、それ以前のものと差し替えられている。